# Thomas Lengauer

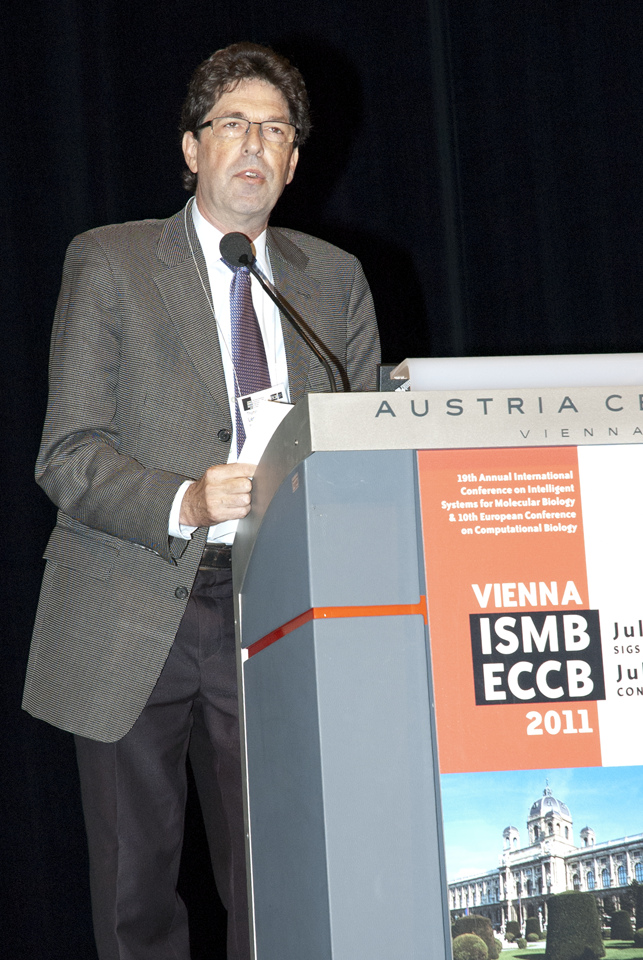
Thomas Lengauer

Thomas Lengauer (* 12. November 1952 in Berlin) ist ein deutscher Informatiker und Hochschullehrer.

## Leben und Wirken
Thomas Lengauer studierte bis 1975 an der Freien Universität Berlin Mathematik und wurde dort 1976 in Mathematik zum Dr. rer. nat. promoviert. An der Universität Stanford absolvierte er ein Informatikstudium (Master of Science 1976 sowie PhD 1979 bei Robert Tarjan). Von 1979 bis 1981 war er bei Bell Labs beschäftigt.
Nach seiner Habilitation im Jahr 1984 an der Universität des Saarlandes nahm er im selben Jahr einen Ruf an die Universität Paderborn an, wo er bis 1992 Professor für Informatik war. Von 1992 bis 2001 war er Professor für Informatik an der Universität Bonn, wo er im selben Zeitraum auch Direktor des Instituts für Algorithmen und Wissenschaftliches Rechnen (SCAI) auf dem Campus Schloss Birlinghoven der GMD in Sankt Augustin war.
Thomas Lengauer ist seit 2018 emeritiert und war seit 2001 Direktor der Abteilung „Computational Biology and Applied Algorithmics“ am Max-Planck-Institut für Informatik in Saarbrücken und wissenschaftliches Mitglied der Max-Planck-Gesellschaft.
Er wurde zum Honorarprofessor der Universität des Saarlandes (2001), der Universität Bonn (2003) und der Universität Köln (2019) ernannt.
Von 1999 bis 2000 und 2011 bis 2017 war Lengauer Vize-Präsident der International Society for Computational Biology (ISCB) und von 2018 bis 2021 ihr Präsident.
Seit 2015 ist Lengauer Präsidiumsmitglied der Deutschen Akademie der Naturforscher Leopoldina.
Lengauer beschäftigt sich vor allem mit kombinatorischer Optimierung in Wissenschaft und Technik, Bioinformatik  und Cheminformatik.
Sein Zwillingsbruder Christian Lengauer war Professor an der Universität Passau (Fakultät für Informatik und Mathematik).

## Ehrungen und Auszeichnungen
- 2003: Aufnahme in die Deutsche Akademie der Naturforscher Leopoldina
- 2003: Karl Heinz Beckurts-Preis
- 2003: Konrad-Zuse-Medaille für Verdienste um die Informatik der Gesellschaft für Informatik
- 2007: Aufnahme in die Deutsche Akademie der Technikwissenschaften
- 2010: Aufnahme in die Academia Europaea
- 2011: AIDS Research Award of the Heinz-Ansmann Foundation, zusammen mit Rolf Kaiser und Mark Oette
- 2015: Hector Wissenschaftspreis[10] und Mitglied der Hector Fellow Academy[11]

## Veröffentlichungen (Auswahl)
- J. Maydt, T. Lengauer: Recco: Recombination analysis using cost optimization. In: Bioinformatics. Band 22, Nr. 9, 2006, S. 1064–1071.
- C. Bock, M. Paulsen, S. Tierling, T. Mikeska, T. Lengauer, J. Walter: CpG island methylation in human lymphocytes is highly correlated with DNA sequence patterns, repeat frequencies and predicted DNA structure. In: PLoS Genetics Band 2, Nr. 3, 2006, S. e26.
- H. Zhu, F. S. Domingues, I. Sommer. T. Lengauer: Analysis and prediction of protein-protein-interaction types. In: BMC Bioinformatics. Band 7, Nr. 1, 2006, Artikel 27.
- A. Kämper, J. Apostolakis, M. Rarey, C. M. Marian, T. Lengauer: Fully automated flexible docking of ligands into synthetic receptors using forward and inverse docking strategies. In: Journal of Chemical Information and Modeling. Band 46, Nr. 2, März 2006, S. 903–911